# Pastwiska (Starachowice)
Pastwiska – część miasta Starachowice. Leży na południowym zachodzie miasta, w rejonie ulicy Moniuszki.